# Гімн Узбекистану
«Серкуёш хур улкам» (укр. «Світлий край вільний») — державний гімн Узбекистану, автор музики Мутал Бурханов, автор слів Абдулла Аріпов. В основу гімну покладена музика гімну Узбецької РСР. Затверджений на одинадцятій сесії Верховною Радою Узбекистану 10 грудня 1992 року.
Першовиконавцем та еталоном виконання державного гімну Республіки Узбекистан офіційно прийнято вважати Національний симфонічний оркестр Узбекистану. У липні 2006 року гімн був перезаписаний для виконання в записі на державних заходах, на радіо та телебаченні і так далі у чотирьох варіантах: «Строгому», «Звичайному», «Молодіжному» та «Без слів».

## Державний гімн Узбекистану
| Кирилицею | Латиницею |
| --- | --- |
| Серқуёш, ҳур ўлкам, элга бахт, нажот, Сен ўзинг дўстларга йўлдош, меҳрибон, меҳрибон! Яшнагай то абад илму фан, ижод, Шуҳратинг порласин токи бор жаҳон! Нақарот: Олтин бу водийлар — жон Ўзбекистон, Аждодлар мардона руҳи сенга ёр! Улуғ халқ қудрати жўш урган замон, Оламни маҳлиё айлаган диёр! Бағри кенг ўзбекнинг ўчмас иймони, Эркин, ёш авлодлар сенга зўр қанот, зўр қанот! Истиқлол машъали, тинчлик посбони, Ҳақсевар, она юрт, мангу бўл обод! Нақарот | Serquyosh, hur oʻlkam, elga baxt, najot, Sen oʻzing doʻstlarga yoʻldosh, mehribon, mehribon! Yashnagay to abad ilmu fan, ijod, Shuhrating porlasin toki bor jahon! Naqarot: Oltin bu vodiylar — jon Oʻzbekiston, Ajdodlar mardona ruhi senga yor! Ulugʻ xalq qudrati joʻsh urgan zamon, Olamni mahliyo aylagan diyor! Bagʻri keng oʻzbekning oʻchmas iymoni, Erkin, yosh avlodlar senga zoʻr qanot, zoʻr qanot! Istiqlol mashʼali, tinchlik posboni, Haqsevar, ona yurt, mangu boʻl obod! Naqarot |

## Неофіційні переклади
| Підіймайся, моя вільна країно, доброї долі та спасіння тобі. Ти, кохана й квітуча, є другом для нас. Ти, творець вічного знання та науки, Хай твоя слава сяє в віках! Приспів: Ці долини золоті — мій дорогий Узбекистан, Мужні духи предків супроводжують тебе! Сила великих людей у буремні часи Роблять цю землю радістю світу! Шляхетні узбеки, ваша слава не згасне, Вільні, молоді покоління є твоїми могутніми крилами! Смолоскип незалежності, охоронець миру, Достойна Батьківщино, вічно квітуча й процвітаюча! Приспів. | Світлий край вільний, спільний наш успіх, Ти ― рятівник і супутник, милосердний для усіх! Сотворіння шлях, мудрости оплот, Славою ти осяй, поки світ живе! Приспів: Злото долин – рідний Узбекистан, Предків міць, слава їхня навік з тобою! Дух великих людей нам по праву даний, Зачарований увесь світ цією землею! Віри живий твій світоч, щедрий мій народ. Молодих поколінь воля, як крило, нас несе! Незалежний край, мирная стезя, Правдою ти цвіти, Вітчизно моя! Приспів. |

## Обов'язкове виконання
Відповідно до закону Республіки Узбекистан «Про державний гімн Республіки Узбекистан», гімн обов'язково виконується:
- При вступі на посаду Президента Республіки Узбекистан - після складання їм присяги;
- Під час відкриття та закриття сесій Законодавчої палати Олій Мажлісу Республіки Узбекистан та пленарних засідань Сенату Олій Мажлісу Республіки Узбекистан;
- При відкритті урочистих зборів та засідань, присвячених загальнонаціональним святам, що відзначаються в Республіці Узбекистан;
- Державними телевізійними та радіомовними компаніями щодня — перед початком та після закінчення мовлення, а при цілодобовому мовленні — о 6 годині та о 24 годині, у новорічну ніч — о 24 годині;
- При відкритті пам'яток, а також монументів, обелісків та інших споруд на ознаменування найважливіших історичних подій у житті республіки, на честь видатних політичних, державних, військових діячів, народних героїв, діячів науки, літератури та мистецтва;
- Під час підняття Державного прапора Республіки Узбекистан під час церемоній та інших урочистих заходів, що проводяться державними органами, іншими організаціями;
- При зустрічі та проводах відвідувачів Республіки Узбекистан з офіційним візитом глав держав та урядів іноземних держав - після виконання державного гімну відповідної іноземної держави;
- Під час проведення військових ритуалів - відповідно до загальновійськових статутів Збройних Сил Республіки Узбекистан;
- В освітніх закладах загальної середньої, середньої спеціяльної, професійної та вищої освіти - при церемоніях відкриття нового навчального року та закінчення навчального року;
- На спортивних аренах - під час проведення чемпіонатів Республіки Узбекистан, міжнародних спортивних змагань за участю національних збірних та під час церемоніалів з нагоди нагородження переможців міжнародних спортивних змагань, які представляють спортивні збірні Узбекистану.

При публічному виконанні державного гімну Республіки Узбекистан присутні вислуховують гімн стоячи і прикладають долоню правої руки до лівої стороні грудей, а особи, що перебувають на військовій або іншій державній службі, у форменому одязі прикладають праву руку до головного убору.

## Слухати
- Гімн Узбекистану у виконанні оркестру ВМС США

## Виноски
1. ↑  Samarkand Regional Government